# Зачепиловский район
Зачепиловский район (укр. Зачепилівський район) — административная единица на юго-западе Харьковской области Украины, существовавший с 1923 по 1963 и с 1966 по 2020 год. Административный центр — посёлок Зачепиловка.

## География
Площадь — 794 км². Район граничит на севере и западе с Полтавской, на юге — с Днепропетровской областью и Сахновщинским районом, на востоке — с Кегичевским и Красноградским районами Харьковской области.
Основные реки — Орель, Берестовая, Орчик, Вшивая, Мажарка.

## История
- Район образован в 1923 году в составе восьми сельсоветов и входил в Красноградский округ Полтавской губернии УССР.
- В 1925 году район был передан в Екатеринославскую губернию.
- Осенью 1941 года район был оккупирован вермахтом.
- В сентябре 1943 года район был окончательно освобождён Советской армией.
- В 1963 году район, наряду со Старосалтовским и некоторыми другими районами области, был упразднён.
- В 1966 году район был воссоздан.
- В 2020 году в рамках «оптимизации» районов в Харьковской области Верховная Рада оставила семь районов (без данного).
- 17 июля 2020 года в рамках украинской административно-территориальной «реформы» по новому делению Харьковской области[3] район был ликвидирован;[4] его территория присоединена к Красноградскому району.

## Демография
Население района составляет 14 763 человек (данные 2019 г.), в том числе в городских условиях проживают 3 493 человека, в сельских — 11 270 человек.

## Административное устройство района
На территории района расположены:
| - 1 поселковый совет - 9 сельских советов | - 1 посёлок городского типа - 37 сёл |

### Местные советы
| Зачепиловский поселковый совет Бердянский сельский совет Забаринский сельский совет Лебяжский сельский совет Малоорчиковский сельский совет | Николаевский сельский совет Новомажаровский сельский совет Руновщинский сельский совет Сомовский сельский совет Чернещинский сельский совет |

### Населённые пункты
с. Абазовка

с. Александровка (Гранкино)

с. Бердянка

с. Вишнёвое

с. Дудовка

с. Забарино

с. Займанка

с. Залинейное

с. Заречное

пгт Зачепиловка

с. Зеньковщина

с. Котовка

с. Кочетовка

с. Лебяжье

с. Лимановка

с. Малый Орчик

с. Нагорное

с. Николаевка

с. Новое Мажарово

с. Новое Пекельное

с. Новоселовка

с. Оляновка

с. Орчик

с. Педашка Первая

с. Першотравневое

с. Перемога

с. Петровка

с. Письмаковка

с. Романовка

с. Руновщина

с. Семеновка

с. Скалоновка

с. Сомовка

с. Старое Мажарово

с. Старое Пекельное

с. Травневое

с. Устимовка

с. Чернещина

## Природа
- Орчикский дендропарк

## Культура
- В 1993 году в селе Александровка Зачепиловского района открыт памятник Петру Ильичу Чайковскому (скульптор В. А. Фёдоров).
- Зачепиловская газета «Перемога» («Победа») ныне называется «Горизонти Зачепилівщини», издается с 1933 года.